# Palácio de Augustusburg

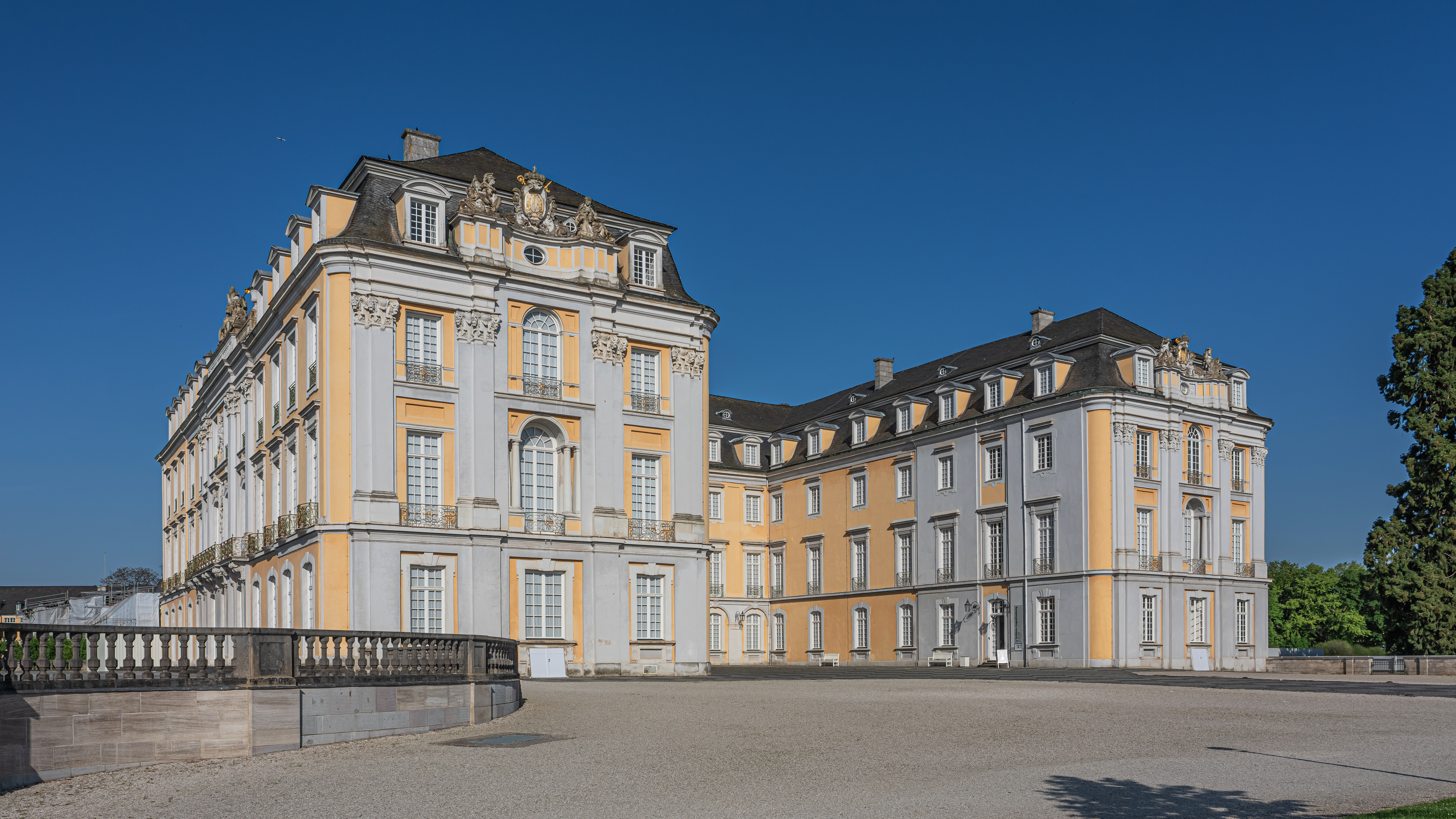
Palácio de Augustusburg

O Palácio de Augustusburg (em alemão Schloss Augustusburg) é um palácio da Alemanha, situado na cidade de Brühl, Distrito de Rhein-Erft-Kreis, Estado da Renânia do Norte-Vestfália. Foi construído na primeira metade do século XVIII pelo Arcebispo de Colónia, Clemente Augusto da Baviera (1700-1761).
Está classificado como Património Cultural da Humanidade pela UNESCO desde 1984, juntamente com o Schloss Falkenlust.

## História
A primeira referência documental e Brühl foi registada no ano de 1180. Isso aconteceu quando o Arcebispo de Colónia, Philipp von Heinsberg, fundou um solar para administrar as propriedades daquela região, o qual rapidamente se tornou numa sede local. Em 1285, Brühl recebeu a sua carta de cidade do Arcebispo Siegfried von Westerburg e foram aqui estabelecidas Cortes com administração próprias. Em 1469, Brühl tornou-se a capital do Condado e foi escolhida como residência dos Arcebispos de Colónia. Durante quase 150 anos os territórios do arcebispado de Colónia foram governados a partir de Brühl.
Em 1689, o castelo foi dinamitado por tropas estrangeiras e, mais tarde, a maior parte da cidade foi destruída pelo fogo. Brühl recuperou dessa catástrofe e, em 1725, o Príncipe-Eleitor Clemente Augusto da Baviera promoveu a construção do Palácio Augustusburg sobre as ruínas do velho castelo, segundo o desenho de Conrad Schlaun e, mais tarde, François de Cuvilliés. A sua famosa escadaria rococó foi desenhada por Balthasar Neumann. 

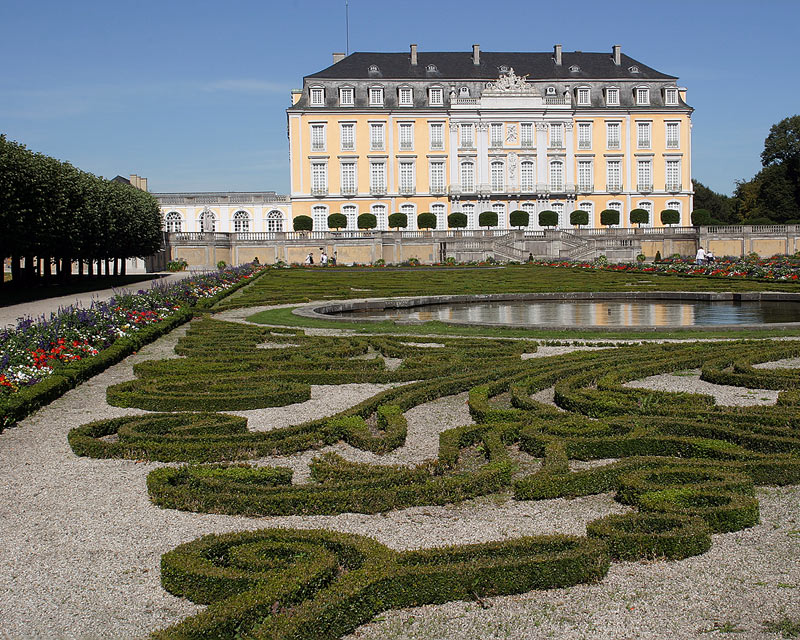
O Schloss Augustusburg visto do jardim.

Clemente Augusto tinha duas razões para escolher este local: eram elas a beleza do espaço envolvente e a sua situação conveniente para a falcoaria, a qual era uma das suas paixões. Depois da demissão de Conrad Schlaun, Cuvillié desenvolveu, em 1728, um novo plano geral para a alteração e melhoria do edifício inicial, acabado de concluir pelo seu predecessor. Alterou, então, as características originais do edifício, o qual passou de um castelo protegido a uma moderna residência, recebendo, à semelhança do que acontecia um pouco por toda a Europa, inspiração do Palácio de Versalhes. 
O arquitecto Balthasar Neumann visitou Brühl pela primeira vez em 1740. Nos anos seguintes permaneceu na cidade por um longo período para planear a escadaria. Mais tarde, as obras de conclusão foram tomadas pelo arquitecto da Corte, Michael Leveilly, e pela sua excelente equipa. 

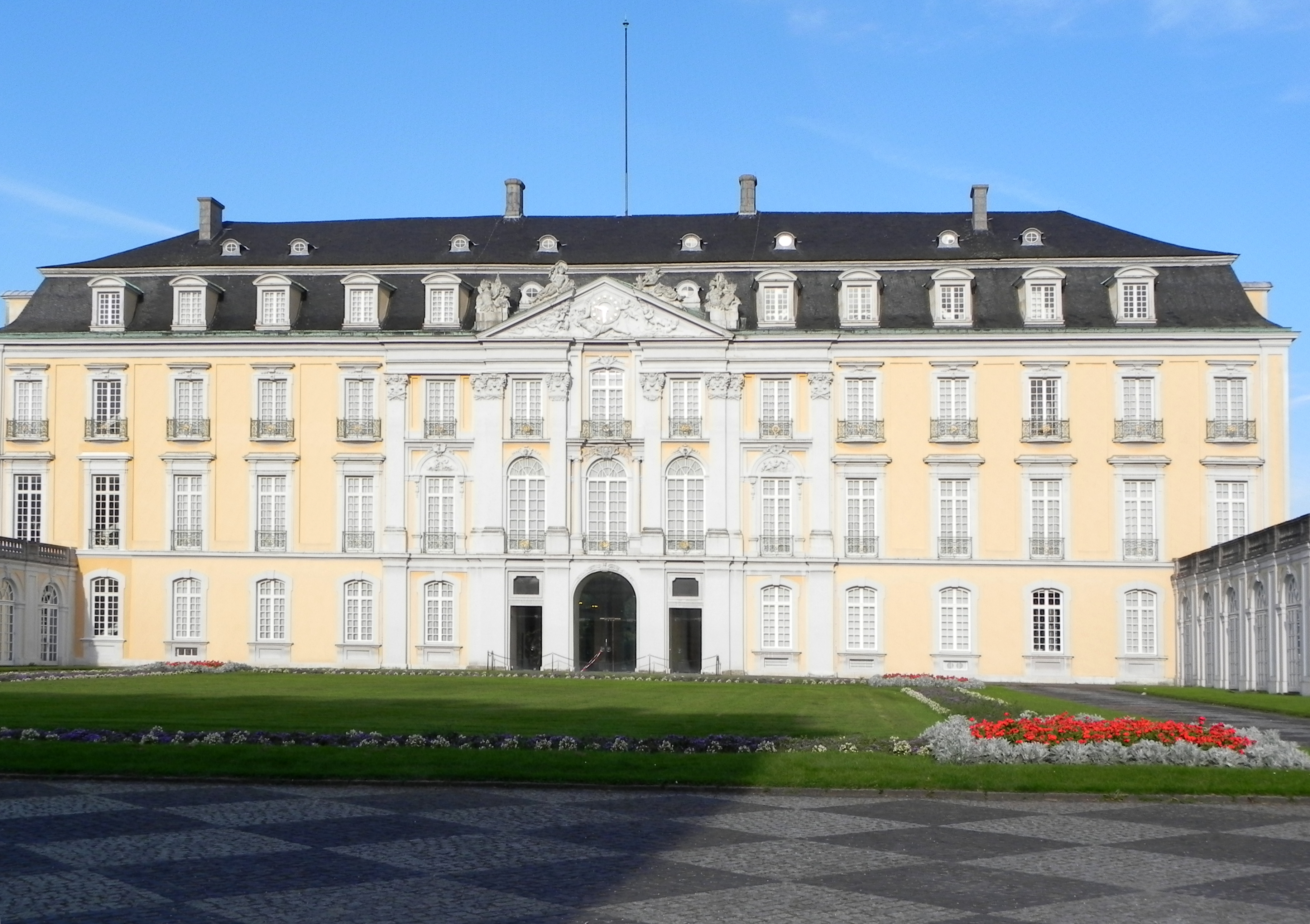
Fachada do Schloss Augustusburg virada à cidade.

Entre 1747 e 1750, Carlo Carlone pintou os afrescos do tecto da escadaria, das salas adjacentes e da capela Nepomuk. 
Quando Clemente Augusto morreu, em 1761, o trabalho nas salas principais ainda continuava. O seu sucessor, o Príncipe-Eleitor Max Friedrich von Königsegg (Arcebispo de 1761 a 1784) completou essas salas de acordo com os desenhos do seu predecessor. Em 1769, Augustusburg foi concluído depois de mais de 40 anos de obras. 
No período que se seguiu à Revolução Francesa, o Eleitorado de Colónia deixou de existir. O palácio foi tomado pelas tropas francesas que pilharam todas as mobílias que restavam. Quando Napoleão Bonaparte viu o palácio em 1804 terá lamentado o facto de este não ter rodas. Deu-o, então, ao seu Marechal Davout, que o negligenciou, num caminho que o levaria à delapidação.

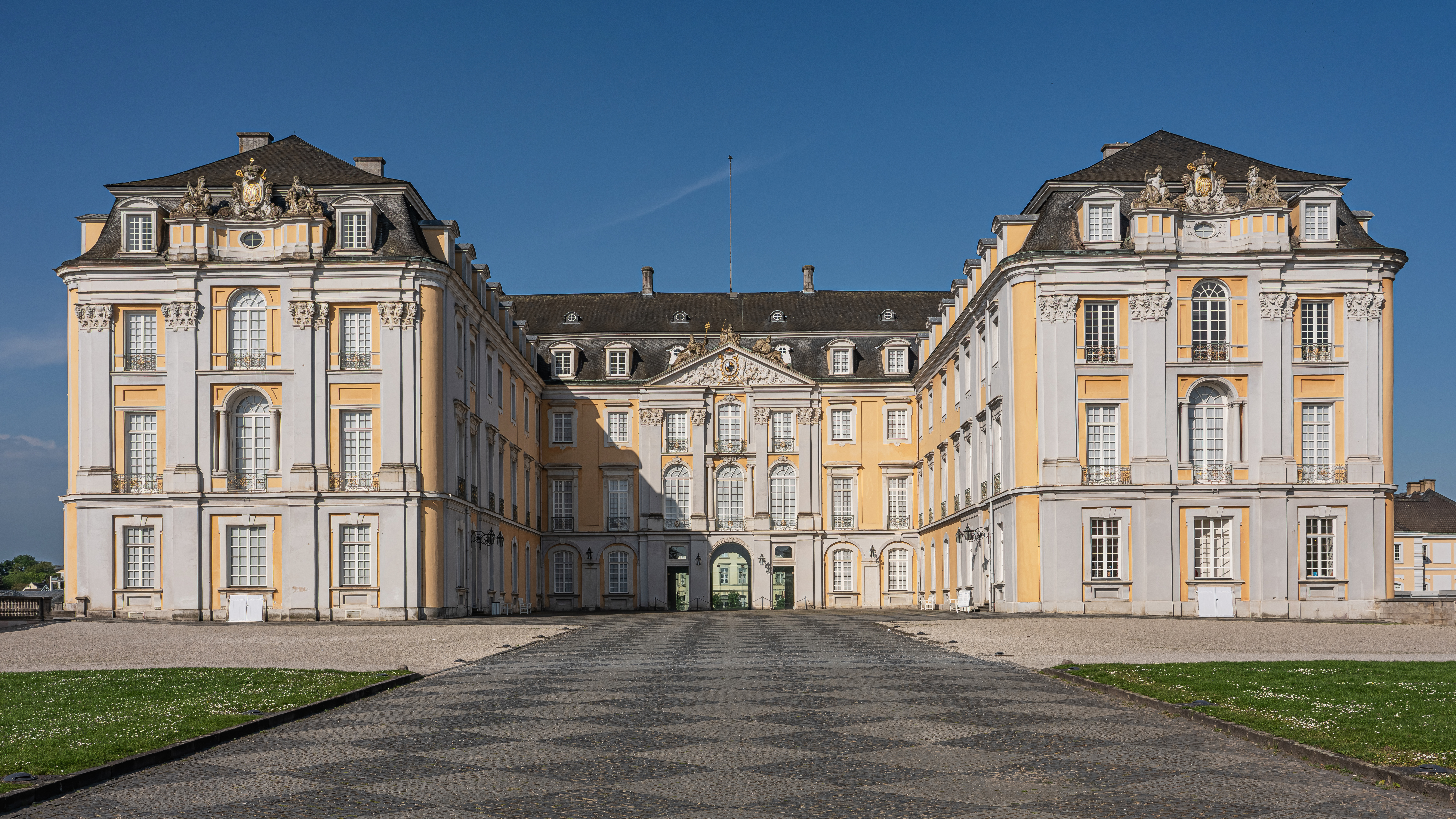
Vista do Pátio de Honra.

Em 1815, o palácio passou para a posse dos prussianos. Graças ao Rei Frederico Guilherme IV da Prússia o edifício foi salvo. Ele permaneceu aqui pela primeira vez em 1842 e, então, ordenou que as salas fossem renovadas. Depois de ser reparado, o Palácio Augustusburg foi usado novamente como residência em 1876/1877, quando o Imperador Guilherme I da Alemanha tomou parte das manobras de Outono na Eifel (montanha da Alemanha). 
O palácio foi seriamente danificado durante a Segunda Guerra Mundial. Em 1944, uma bomba atingiu a ala Norte e em 1945 a ala principal foi atingida por um bombardeamento de artilharia. As reparações mais urgentes foram iniciadas no mesmo ano, as quais continuaram numa larga escala com a recuperação completa do edifício. 
O Schloss Augustusburg, em conjunto com o Schloss Falkenlust e o parque que cerca ambos, foi classificado como Património Cultural da Humanidade pela UNESCO em 1984.

## Uso actual
Actualmente o palácio pertence ao governo da Renânia do Norte-Vestfália e é usado como sede representativa do Presidente da República Federal da Alemanha.
Desde a temporada de 2001, a administração do palácio permite visitas turísticas regulares, assim como visitas temáticas.
O Palácio de Augustusburg e os seus parques também servem como local dos Concertos de Palácio de Brühl.
Nas proximidades do palácio fica o Museu Max Ernst.